# Камила Фаа ди Бруно
Камѝла Фаà ди Бруно ̈(на италиански: Camilla Faà di Bruno), също Камила да Казале (Camilla da Casale) и Камила Фаа Гонзага (Camilla Faà Gonzaga; * 1599 в Казале, Херцогство Монферат, † 14 юли 1662 във Ферара, Папска държава), е чрез морганатичен брак маркиза на Момбаруцо.
Автобиографията ѝ от 16 страници се смята за първия мемоар, написан от жена на италиански език, а може би не само на италиански.

## Произход
Тя е дъщеря на Ардицино Фаà, граф на Бруно, военен и дипломат, служил като посланик на Гонзага при херцог Карл Емануил I Савойски, и на съпругата му Маргарита Фасати. Представителка е на благородническия род Фаа ди Бруно. 

## Биография
Камила е отгледана в манастир, а майка ѝ умира, когато тя е съвсем малка.

Девойката става една от многото придворни дами на херцогиня Маргарита Савойска в двора на херцозите на Гонзага в Казале Монферато. Съпругът на Маргарита Франческо Гонзага е владетел на града. През февруари 1612 г. той става херцог на Мантуа и на Монферат. Дворът се премества от Казале в Мантуа, където Франческо умира на 22 декември. Той е наследен от брат си Фердинандо, който преди това е служил като кардинал в Рим и се е ползвал с репутацията на съблазнител. Фердинандо се отказва от кардиналския пост и идва в херцогството, където на януари 1616 г. става херцог. 16-годишната Камила, чиято необикновена красота ѝ носи прозвището La bella Ardizzina („Красивата Ардицина“ по името на баща ѝ) и латинските епитетите nobilis et venustissima puella („благородна и красива девойка“) и rara pulchritudine („рядка красота“), става обект на неговото внимание. По това време тя е в двора едва от девет месеца. През юни 1615 г. някой си Отавио Валенти иска ръката ѝ, но Фердинандо предотвратява този брак. 
Камила се противи на херцога, докато той не даде писмен ангажимент да се ожени за нея. Тайният им брак е сключен на 19 февруари 1616 г. в параклиса „Света Варвара" в Херцогския дворец. Те са венчани от монсеньор Карбонели в присъствието на единствения кум Алесандро Ферари. Малко след това Камила зачева. Опитът да се запази тайната на брака е неуспешен. Придворните и семейството на херцога реагират изключително негативно на сватбата - или от завист, или от страх, че този неравностоен съюз няма да позволи на херцога да защити династията. Очевидно Фердинанд първоначално иска да спаси брака: през август той дава на Камила титлата на маркиза на Момбаруцо и доходи от различни територии в Монферат и Акуи Терме. Приблизително по същото време бащата на Камила умира, най-вероятно отровен. Враждебността, която Камила среща в мантуанския двор, е твърде тежка за нея и по собствена воля, след смъртта на баща си, тя напуска града и се прибира у дома си в Бруно. Херцогът започва да се дистанцира от нея и подава петиция до папата за анулиране на брака. По това време Монферат е във война със Савойското херцогство, така че тя се премества в замъка на Палеолозите в Казале, където Фердинандо се присъединява към нея през ноември. На 5 декември тя ражда син, кръстен като Джачинто Теодоро Джовани. Херцогът го припознава, но не го легитимира като наследник. Херцогът остава с тях до Нова година, след което напуска Казале. Камила е принудена да върне писмото за потвърждаване на брака. Тогава я убеждават, че трябва да анулира брака и да влезе в по-династично приемлив съюз. Херцогът прави точно това. Документът, потвърждаващ недействителността на брака, е получен от папа Павел V и след годежа на 7 февруари, на 16 февруари 1617 г., веднага след получаване на развода, той се жени за Катерина де Медичи, дъщеря на херцога на Тоскана, получавайки голяма зестра и подкрепата ма могъщото ѝ семейство.
Камила е върната в Мантуа, където, избягвайки поканите за двора от новата херцогиня Катерина де Медичи, се установява в манастир, избирайки го вместо новия брак, наложен ѝ от Катерина. Синът ѝ Джачинто обаче е отгледан в двора на баща си. През ноември 1618 г. херцогът принуждава Камила да положи монашески обети в манастира „Корпус Кристи“ във Ферара. Първоначално тя влиза там като светска послушница и устоява на натиска, надявайки се на подобрение на ситуацията, но през 1622 г. полага окончателните си обети и оттогава нататък остава в стените му до края на живота си, ставайки кларисинка под името сестра Катерина Камила Гонзага Фаа (на итал. Suor Caterina Camilla Gonzaga Faa). Тя не признава брака за разтрогнат и до края на живота си се подписва като Катерина Гонзага, което напълно съвпада с името на новата херцогиня.
Камила умира в манастира на 63-годишна възраст, надживявайки бившия си съпруг, който умира през 1626 г., втората му съпруга, която умира бездетна три години по-късно, и собствения си син, който умира през 1630 г., вероятно от чума или загива при падането на Мантуа през 1630 г. по време на Войната за мантуанското наследство. Баща му няма други деца и се опитва неуспешно да обяви за свой наследник Джачинто. Братът на херцога Винченцо II наследява трона. Камила е погребана до Лукреция Борджия. 
Кратката книга от 16 страници Мемоари, която тя пише през 1622 г. по нареждане на игуменката, е описана като първата автобиографична проза, дело на италианка.

## Мемоари
По молба на нейната игуменка, която се интересувала от историята на Камила, тя пише 16 страници мемоари за живота си в годината, в която най-накрая полага обета си. Камила явно разбира, че текстът не е предназначен за публично разпространение. Заглавието му е „Storia di donna Camilla Faa di Bruno Gonzaga“ („История на доня Камила Фаа ди Бруно Гонзага“), най-вероятно не дадено от самата нея, а дадено от един от редакторите ѝ. Копие от ръкописа все още се пази в архивите на манастира „Корпус Домини“ във Ферара. Първата публикация на този труд е през 1895 г., текстът е подготвен от Джузепе Джорчели за списанието Rivista di Storia, Arte, Archeologia della provincia di Alessandria.
Нейната автобиография е кратък текст, разказващ събитията, довели до брака ѝ, а след това как е била отлъчена от двора, изолацията от приятелите ѝ и уединението ѝ в манастира. Това не са оплаквания на невинна жертва и нямат за цел да критикуват нейния съпруг и неговите съветници. Камила някак си успява да запази обективност и да вземе предвид представите за политическа необходимост. Тази функция придава специална сила на нейните спомени. „Тя избира да бъде горда, а не жалка; вместо да опише как е станала жертва, тя описва как е оцеляла. Нейното отлъчване от двора, понижаването на статута ѝ, натискът върху нея да приеме монашески обети като жена можеха да тласнат Камила към дълги дискусии. Но това не се случи. Тя избра да опише фактите с постоянна точност“.
Грациела Парати в своя труд, посветен на автобиографиите на италианските жени, започва тази тема с разглеждане на творчеството на Камила. Парати твърди, че въпреки че Камила е взела писалката в ръка, заявявайки, че иска да разкаже „истинска“ история, въпреки това тя понякога променя определени факти и добавя измислени, което ѝ позволява да създаде архетип на бедната целомъдрена девойка, за да привлече съчувствието и подкрепата на хипотетичния читател. Ревизионистичната историческа творба на Камила е структурирана като приказка, включваща стереотипи като покорна дъщеря принцеса, предадена от насилник баща и след това съпруг, демонстрирайки как предишната литературна традиция е повлияла на този уж фактически трактат. Адаптирането на женските стереотипи от Камила Фаа е следствие от факта, че писателките не са имали зад гърба си никаква традиция на светско самообучение, която да легитимира и потвърди тяхната история.

## В културата
Нейната история е предмет на историческата драма „Камила Фаа да Казале“ от Паоло Джакомети, представена за първи път в Нов театър във Флоренция на 29 октомври 1846 г.
Джузепе Дзапарли издава през 1922 г. историческия роман в стихове Camilla Gonzaga Faa, contessa di Bruno e marchesa di Mombaruzzo: novela storica mantovana in versi.

## Брак и потомство
∞  19 февруари 1616 в Херцогския дворец на Мантуа за Фердинандо Гонзага ̈(* 26 април 1587, Мантуа † 29 октомври 1626, пак там), бивш кардинал, херцог на Мантуа и на Монферат, от когото има един синː
- Франческо Джачинто Гонзага (* 4 декември 1616 в Мантуа † 6 юли 1630, пак там), религиозно лице, маркиз на Сан Салваторе Монферато и господар на Бианце